# Perfume (dal)
A "Perfume" Britney Spears második kislemeze a Britney Jean-ről, 2013 november 4-én jelent meg. A dalt Britney, Sia Furler és Christopher Braide írta. A kislemez nem ért el nagy sikereket, a Billboard Hot 100-on mindössze a 76. helyig jutott.

## Videóklip
A dalhoz tartozó videóklip 2013 december 10-én lett feltöltve Britney VEVO-csatornájára. A videót Joseph Kahn rendezte, az ő nevéhez fűződik a Stronger, Toxic és a Womanizer klipek is. 2013 decemberében kiderült, hogy nem Kahn elképzelései alapján jelenik meg a klip. Kahn klipjének változata egy perccel hosszabb és sokkal megrázóbb befejezéssel zárult volna állítása alapján. 2013 decemberében aláírásokat kezdett el gyűjteni az RCA Records ellen, hogy az ő verzióját adják ki, sikertelenül.

## Élő előadások
Britney először 2013. december 27-én adta elő a dalt a Britney: Piece of Me showján.

## Slágerlistás helyezések
| Slágerlisták (2013)                | Legjobb helyezések |
| ---------------------------------- | ------------------ |
| Australia (ARIA)                   | 61                 |
| Ausztria (Ö3 Austria Top 40)       | 69                 |
| Belgium (Ultratip Flanders)        | 11                 |
| Belgium (Ultratop 50 Wallonia)     | 41                 |
| Brazil (Billboard Brasil Hot 100)  | 82                 |
| Brazil Hot Pop Songs               | 31                 |
| Kanada (Canadian Hot 100)          | 70                 |
| Franciaország (Single Top 100)     | 34                 |
| Németország (Media Control Charts) | 78                 |
| Írország (IRMA)                    | 36                 |
| Lebanon (Lebanese Top 20)          | 9                  |
| Hollandia (Single Top 100)         | 100                |
| South Korea International (Gaon)   | 6                  |
| Spanyolország (PROMUSICAE)         | 13                 |
| Svájc (Schweizer Hitparade)        | 74                 |
| Ukraine (FDR Pop Singles)          | 1                  |
| US Billboard Hot 100               | 76                 |
| US Mainstream Top 40 (Billboard)   | 22                 |